# Himeroconcha quadrasi
Himeroconcha quadrasi é uma espécie de gastrópode  da família Charopidae.
É endémica de Guam.